# Fischbach-Camphausen

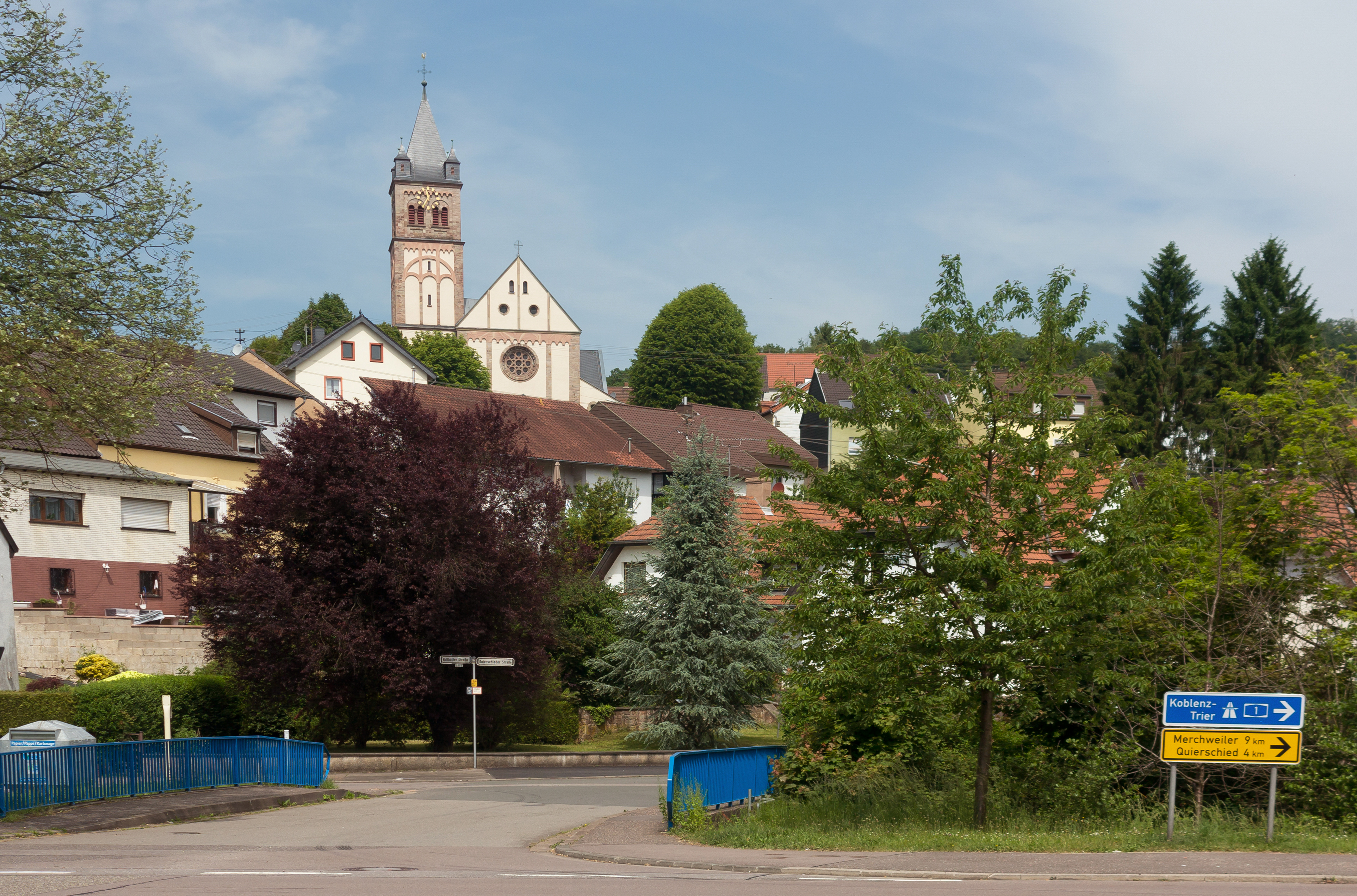
Pfarrkirche Sankt Josef in der Straße

Fischbach-Camphausen liegt in der Nähe von Saarbrücken und gehört der Gemeinde Quierschied an. Fischbach besteht aus den beiden Ortsteilen Fischbach und Camphausen.

## Geographie
Fischbach-Camphausen liegt im südlichen Saarland im Regionalverband Saarbrücken. Der von Merchweiler kommende Fischbach fließt durch den Ort. Fischbach-Camphausen hat seine tiefste Stelle bei ~230 m und seine höchste bei ~280 m. Der Ort ist vollständig von Mischwald umgeben und liegt am Rande des Saarkohlewalds, dem größten zusammenhängenden Waldgebiet im Saarland.
Das Fischbachtal ist zwischen dem Höhenrücken des Grühlings (300 m), der Göttelborner Höhe (444,4 m), dem Wackenhübel (428,6 m), dem Moosberg (296 m), dem Gumpert (331 m), dem Reléeberg (340,1 m), der Neuhauser Höhe (351 m) und der Kampfhügeler Höhe (354,7 m) eingebettet.

## Geschichte
Fischbach wurde als Arbeiterdorf mit einer Eisenschmelze gegründet. Die im 19. Jahrhundert angelegte Grube Camphausen spielt eine wesentliche Rolle in der Fischbacher Geschichte und des später als Beamtensiedlung gegründeten Ortsteils Camphausen. Von 1890 bis 1891 entstanden die ersten drei Häuser der Siedlung Camphausen. Es handelte sich um Bergdirektorenhäuser, die – selbst für heutige Verhältnisse – großzügig bemessen wurden. Von 1890 bis 1910 wurde die eigentliche Siedlung Camphausen errichtet. Die Lage der damaligen Beamtensiedlung, welche sich nur wenige Schritte von der Grube entfernt befindet, ist typisch für das saarländische Kohlerevier. Es wurde viel Wert darauf gelegt, dass wichtige Entscheidungsträger zeitnah zur Verfügung standen.

### Jungsteinzeit
Schon vor Jahrtausenden wurde das Gebiet um Fischbach von Steinzeitmenschen durchstreift, was durch Feuersteinwerkzeugfunde im Waldgebiet zwischen Quierschied und Fischbach belegt ist. Ein Werkzeug besitzt eine scharf geschliffene Spitze und wird auf den Zeitraum um 5000 v. Chr. datiert. Zudem wurde in einem Walddistrikt, heute Heiligengraben, ein Steinbeil aus dieser Zeit gefunden. Die heutige Bezeichnung des Fundortes des Beils heißt nicht „Heiligengraben“ sondern richtig „Im Heiliggraben“.

### Eisenzeit
Am Wackenhübel zwischen Fischbach und Holz befinden sich drei keltische Grabhügel. Die Gräber sollen aus der Hallstatt-Periode der Eisenzeit (700–500 v. Chr.) stammen. Ein Hügel („Tumulus“) hat einen Durchmesser von 7,75 Meter und war etwa 1,80 Meter hoch. In diesem Grab wurden Spuren von Asche und Kohle sowie ein kupferner Ring von 12 cm Durchmesser gefunden. Vermutlich kann noch ein weiterer Fund der Keltenzeit zugerechnet werden: Als im Jahre 1871 Schacht 1 der Grube Camphausen abgeteuft wurde, musste erst ein riesiger Eichenstock beseitigt werden. Darunter wurden zerbrochene Tongefäße, Knochen und Asche gefunden, die möglicherweise Überreste einer keltischen Opferstätte darstellen.

### Römerzeit
Zwischen der Grühlingsstraße in Sulzbach (Saar) und dem Fischbacher Ortsteil Südost 1 stießen im Jahre 1864 Forstarbeiter auf einen römischen Begräbnisplatz. Vor über hundert Jahren entdeckte der Wahlschieder Lehrer A. J. Müller im Forstbezirk Weinhof (Nähe der Klinik Quierschied) römische Ruinen, über die er folgendes berichtete: „Auf dem südöstlichen Abhange zwischen den Dörfern Fischbach und Quierschied, oberhalb des Baches und der Wiesen, in der Nähe der Quelle. Die Umgebung ist komplett eben und hat das Ansehen, als ob dieselbe als Acker- oder Gartenland gebraucht gewesen wäre. Die noch zu Tage tretenden Mauern des größeren Gebäudes sind 40 Schritt lang und 20 Schritt breit. Dasselbe war in drei Räume abgeteilt, wovon der mittlere, welcher wieder durch eine Quermauer in zwei Räume geschieden ist, der größte war.“
Müller fand Bruchstücke von Hohl- und Leistenziegeln und Scherben von irdenen Gefäßen. In einer Entfernung von zwanzig Schritten entdeckte er noch eine zweite Ruine von geringerem Umfang, die er für einen Stall ansah.

### Die Fischbacher Eisenschmelze
1728 ließ Charlotte Amalie, Fürstin zu Nassau-Usingen, die „Fürst-Nassau-Saarbrück-Usingische Hütte auf der Fischbach“ errichten. Der Standort war an dieser Stelle besonders günstig, da die „Gnädigste Herrschaft“ hier einige Wiesen inmitten der Waldung besaß. Ferner gab es in Fischbach genügend Wasser zum Antrieb der Blasebälge des Hochofens sowie für das Pochwerk, in dem das Erz zerkleinert wurde. Gleichzeitig wurden auch Wohnungen für Arbeiter gebaut, aus denen das Dorf Fischbach entstand. Die Fischbacher Eisenschmelze stellt erst im Jahre 1866 ihren Betrieb ein.

### Eingemeindung
Am 1. Januar 1974 wurde die bis dahin selbständige Gemeinde Fischbach in die Gemeinde Quierschied eingegliedert.

### Bevölkerungsentwicklung
| Jahr | Häuser | Einwohner | kath. | evang. | männl. | weibl. | Geb. | Tote | Zuzug | Wegzug |
| ---- | ------ | --------- | ----- | ------ | ------ | ------ | ---- | ---- | ----- | ------ |
| 1728 | 2      |           |       |        |        |        |      |      |       |        |
| 1754 | 5      |           |       |        |        |        |      |      |       |        |
| 1803 | 11     | 167       |       |        |        |        |      |      |       |        |
| 1843 | 58     | 366       | 336   | 30     |        |        |      |      |       |        |
| 1868 | 93     | 588       |       |        |        |        |      |      |       |        |
| 1890 | 146    | 1061      |       |        |        |        |      |      |       |        |
| 1900 | 211    | 1878      | 1744  | 134    |        |        |      |      |       |        |
| 1925 |        | 2992      | 2573  | 419    |        |        |      |      |       |        |
| 1952 |        | 3744      | 3224  | 517    |        |        |      |      |       |        |
| 1959 | 778    | 4091      | 3458  | 583    | 1933   | 2158   | 53   | 24   |       |        |
| 1961 |        | 4219      |       |        |        |        |      |      |       |        |
| 1964 |        | 4551      |       |        | 2165   | 2386   | 86   | 38   | 219   | 254    |
| 1966 |        | 4530      |       |        | 2168   | 2362   | 67   | 52   | 198   | 196    |
| 1968 | 911    | 4635      |       |        | 2298   | 2437   |      |      |       |        |
| 1970 |        | 4543      |       |        | 2118   | 2425   | 37   | 42   |       |        |

### Grube Camphausen

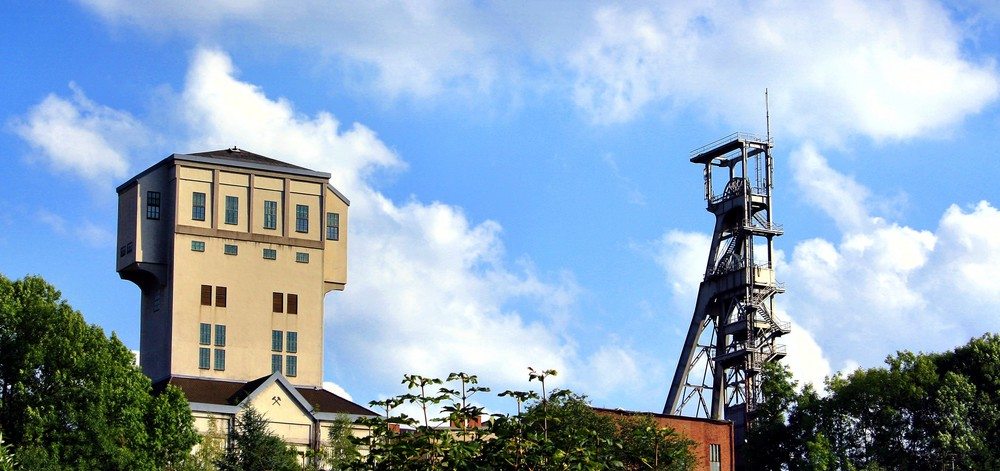
Förderturm Schacht IV Grube Camphausen (links)

1866, im selben Jahr als die Fischbacher Eisenschmelze ihren Betrieb aufgab, beschloss die Grubenverwaltung, bei Fischbach Tiefbauschächte anzulegen. 1871 wurden die ersten beiden Tiefbauschächte der späteren Grube Camphausen abgeteuft. Das gesamte Grubengelände wurde von der Forstverwaltung pachtweise zur Verfügung gestellt. Ein dritter Schacht entstand 1874. Im selben Jahr erhielt die Grube nach einem Besuch des preußischen Finanzministers Otto Camphausen ihren Namen. Ab 1877 wurde regelmäßig Steinkohle aus den Schächten gefördert, bis es am 17. März 1885 beim Abteufen weiterer Schächte zu einer Schlagwetter- und Kohlenstaubexplosion kam, die 180 Kumpel tötete und 30 weitere verletzte. Auf dem Friedhof erinnert ein Ehrenmal an die Opfer des Unglücks. 1886 wurde Westschacht II angehauen, der 1920 den Namen Franziska I erhielt. Nach einem Brand im Fördermaschinengebäude wurde 1895 der Betrieb vorübergehend komplett eingestellt. Die Kumpel wurden für die Zeit auf umliegende Schächte verteilt. 1919 ging das Bergwerk laut Versailler Vertrag entschädigungslos in Grubenbesitz über. Besonders an der Grube ist der erste Eisenbeton-Förderturm der Welt des 1908 abgeteuften Schacht IV. Dieser ist vierzig Meter hoch und in dem obersten Stockwerk befanden sich zwei Fördermaschinen. Am 16. Februar 1986 kam es zu einem weiteren Unglück, bei dem 7 Kumpel starben. Die letzte Förderung wurde im November 1990 ausgebracht und die Grube anschließend geschlossen.

### Das Fischbachbad

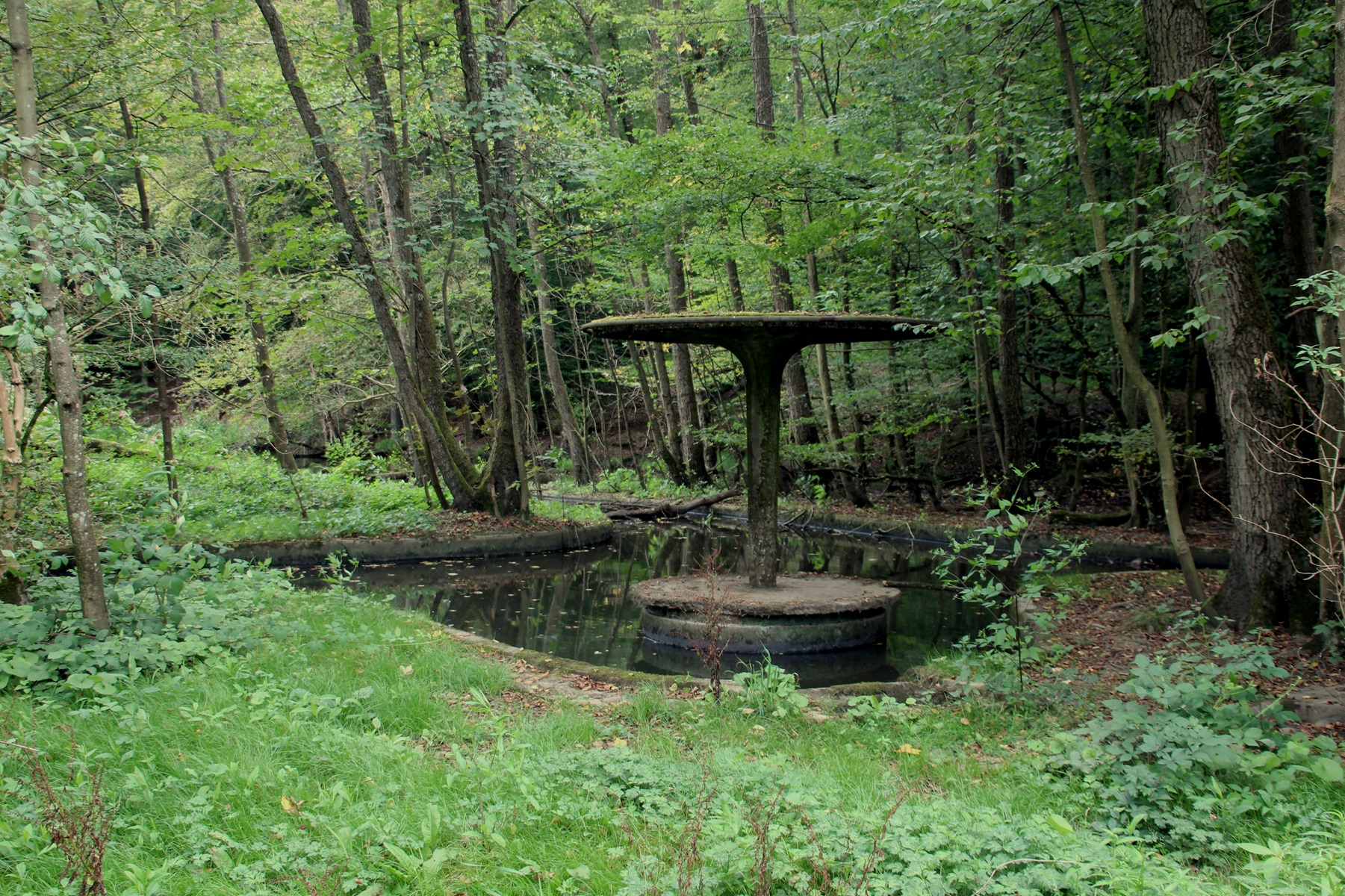
Badepilz im Fischbachbad im August 2016

Auf Initiative des Turnvereins Rußhütte entstand 1926 zwischen Fischbach-Camphausen und Saarbrücken, in der Nähe des Fischbachtalweihers, das Fischbachbad. 1939 erhielt das Bad einen „Badepilz“. Im Zweiten Weltkrieg wurde das Fischbachbad größtenteils zerstört und wurde nicht mehr besucht. Schon 1947 wurde es umgebaut und wiedereröffnet. Mit den Umbaumaßnahmen wurde die vorher durch das Bad fließende Fischbach östlich daran vorbeigeführt, sowie ein Karussell und ein Kinderplanschbecken hinzugefügt. 1950 erfreute sich das Bad bei der umliegenden Bevölkerung großer Beliebtheit, wurde allerdings durch den Bau des Schwarzenbergbades 1959 vernachlässigt und zählte keine Besucher mehr. 1965 musste das Fischbachbad schließen. Die Grundrisse des Fischbachbades und der Badepilz sind heute noch gut zu erkennen.

### Landwirtschaft und Viehhaltung
Es gab in Fischbach nie Vollerwerbslandwirte, dennoch spielte Landwirtschaft und Viehhaltung über 200 Jahre eine wichtige Rolle. Die Löhne waren so gering, dass niemand ohne agrarischen Nebenerwerb auskam. Die Regierung genehmigte nur zögernd neues Pachtland. Auch die Forstverwaltung gab nur wenig Waldstücke zum Kauf oder zur Verpachtung frei. Der Bedarf war allerdings stets größer als das Angebot. Als Zugtiere wurden in Fischbach fast ausschließlich Kühe benutzt, lediglich die Fuhrleute hielten Pferde.
Als 1926 auf einem Acker Kartoffelkrebs auftrat, wurde Fischbach zum Sperrbezirk erklärt. Ab dem Jahre 1927 durften deshalb nur krebsresistente Saatkartoffeln angebaut werden.
In den Jahren nach dem Zweiten Weltkrieg erlangten die Landwirtschaft und Gartenbau noch einmal eine große Bedeutung, indem sie über den Nahrungsmittelmangel hinweg half. Nachdem sich dies allerdings wieder besserte, nahm die Bedeutung der Landwirtschaft wieder ab. Im Jahr 1952 waren in den Gemeinden Quierschied, Fischbach und Göttelborn bei einer Gesamtkatasterfläche von 2 146, 34 ha nur 80,92 ha Ackerland. Hiervon entfielen auf die
- Gemeinde Quierschied: 51,14 ha
- Gemeinde Fischbach:    4,80 ha
- Gemeinde Göttelborn:  24,98 ha

Im Amtsbezirk kamen anteilig pro Kopf der Bevölkerung ca. 60 m² Ackerland, in der Gemeinde Fischbach jedoch nur 12,8 m².
| Jahr | Pferde | Kühe | Schweine | Ziegen | Schafe | Hühner | Bienenvölker | Kaninchen | Hunde |
| ---- | ------ | ---- | -------- | ------ | ------ | ------ | ------------ | --------- | ----- |
| 1913 | 10     | 72   | 203      | 280    |        |        |              |           |       |
| 1925 | 20     | 55   | 166      | 337    | 5      | 1314   | 29           |           |       |
| 1926 | 16     | 46   | 165      | 322    | 1      | 1053   |              |           |       |
| 1959 | 0      | 4    | 3        | 11     | 0      | 1159   | 28           | 261       |       |
| 1966 | 0      | 1    | 4        | 0      | 0      | 745    | 45           | 242       | 125   |
| 1973 | 2      | 0    | 0        | 0      | 0      | 67     | 25           | 204       | 210   |

## Verkehr
Fischbach-Camphausen liegt an der Autobahn 623 und besitzt eine Haltestelle der von Saarbrücken nach Lebach-Jabach führenden Fischbachtalbahn. Zudem besteht eine Busanbindung an die umliegenden Orte Sulzbach/Saar, Dudweiler und Saarbrücken, sowie nach Quierschied und Göttelborn. Die L127 läuft durch Fischbach (von Nord-Osten nach Süd-Westen) und Verbindet Quierschied mit Saarbrücken. Die L255 führt südöstlich aus Fischbach in Richtung A623 nach Dudweiler, sowie die L247 nordwestlich nach Holz.

## Bildung
- Kindergarten Pusteblume
- Grundschule Fischbach-Göttelborn

## Kultur
Die Fischbacher Musikanten wurden 1984 gegründet.

### Bergehalde Lydia
Die ehemalige Halde, die nördlich der Fischbachbahn liegt, wurde bis in die 1950er-Jahre aktiv genutzt. Als diese Halde nicht mehr aufnahmefähig war, wurden südlich des Bergwerkes zwei neue Kegelhalden angelegt. Ihren Namen verdankt die neue Halde vermutlich dem unter ihr verschütteten Schacht Lydia. Später wurden beide Kegelhalden zu einem Tafelberg vereinigt und von 1950 bis zur Schließung der Grube 1990 genutzt.
Heute noch besteht die Form eines Tafelberges mit einer zusätzlich Kegelaufschüttung. Die Halde Lydia erstreckt sich über eine Gesamtfläche von 66 ha. Das Plateau der tafelförmigen Spitze hat eine Größe von 12 ha, zudem besitzt sie eine relative Höhe von 60–110 Meter. Der Haldenfuß liegt bei 270 m ü. NHN, das Plateau misst 330 m über NHN. Die Spitze der nochmals oben aufgeschüttete Kegelhalde bildet den höchsten Punkt und erreicht eine Gesamthöhe von 380 m über NHN. Hauptbestandteil der Halden sind Schiefertone, Tongesteine und in geringer Menge auch Konglomerate. Haldenfuß und Kegelhalde wurden aufgeforstet; das Plateau bleibt frei von Bewuchs. Die Flanken sind teilweise begrünt.
Durch Rekultivierungsmaßnahmen wurde die Halde einer breiten Öffentlichkeit zugänglich gemacht. Der Haldenrundwanderweg führt über die Halde hinweg und präsentiert auf dem oberen Plateau drei mit Regenwasser gefüllte, kreisrunde, abgedichtete flache Senken. Wegen der Spiegelung des Himmels im Wasser der Senken wurden diese „Himmelsspiegel“ genannt.

## Politik
Ortsvorsteher ist Marcus Jung (parteilos). Die Sitze im Ortsrat verteilen sich auf 3 Sitze für die CDU, 2 Sitze für die SPD ein Sitz für Die Linke und ein Sitz für die Freie Wähler.

## Vereine
- Fischbacher Jungs (Kultur und Sport)
- Angelsportverein
- Badmintonclub
- Fußballverein
- HF Saarbrücken (HC Fischbach / HSG Dudweiler) (Handball)
- Siedlerbund
- Männergesangsverein „Flora“
- Pfadfinder „St. Georg“
- Stillgruppe
- Tennisclub
- Turnverein
- Volleyballclub
- Theaterverein Saargold (Karnevals- und Theaterverein)

## Töchter und Söhne
- Dieter Jung (* 19. November 1927): Mineraloge, Ordinarius und Direktor des Mineralogisch-Petrographischen Instituts in der Grindelallee.[5]